# KkStB 71 sorozat
A kkStB 72 sorozat egy tehervonati szerkocsisgőzmozdony-sorozat volt az osztrák Császári és Királyi Osztrák Államvasutaknál (k.k. österreichishe Staatsbahnen, kkStB), amely mozdonyok eredetileg a Eisenbahn Pilsen-Priesen(-Komotau)-tól (EPPK) származtak.
Az EPPK-nak a hegyi pályaviszonyok miatt tehervonati mozdonyállományát négycsatlós mozdonyokkal kellett fejlesztenie. A nyolc mozdonyból hat db a Floridsdorfi Mozdonygyárban készült 1876-ban, kettő pedig a bécsújhelyiben 1881-ben. 1888-ban a mozdonyok új kazánt kaptak.
A vasút 1884-es államosítása után a kkStB a mozdonyokat a kkStB 71 sorozatba osztotta be.
Az első világháború után hat mozdony a Csehszlovák Államvasutakhoz került ČSD 401.1 sorozatba, kettő pedig a régi pályaszámával a Lengyel Államvasutakhoz (PKP). A ČSD a sorozat mozdonyait 1950-ig selejtezte.

## Fordítás
Ez a szócikk részben vagy egészben  a   kkStB 71 című német Wikipédia-szócikk fordításán alapul.  Az eredeti cikk szerkesztőit annak laptörténete sorolja fel. Ez a jelzés csupán a megfogalmazás eredetét és a szerzői jogokat jelzi, nem szolgál a cikkben szereplő információk forrásmegjelöléseként.